# エトノ・エンジュイト
エトノ・エンジュイト（アルバニア語:Etno Engjujt、別名:Etnon）は、コソボの首都プリシュティナ出身のヒップ・ホップ・グループ。結成は1995年。Etno Engjujt とは「民族の天使」を意味する。

## メンバー
- グロプ・モンテ （ゲンツ・プレルヴカイ、Genc "Groph Monte" Prelvukaj）
- MC' M（ミロト・ハサンジェカイ、Milot "Mc' M" Hasangjekaj）

## 来歴
- 1995年、グロプ・モンテと MC' M によって結成された。
  - 楽曲の主題は、主にコソボ、そしてその首都であるプリシュティナでの生活についてであった。彼らの主題はコソボの地位と平行して変遷していっている。
  - コソボ紛争前では、セルビア警察によるアルバニア系住民への迫害など、主にセルビア支配下のコソボでのアルバニア人の不幸について描いていた。このころは、コソボにはあまりラップ音楽は根付いていなかった。

- コソボ紛争終結後は、新しいコソボの若者たちを主に描くようになった。彼らはありがちなパーティや女性、セックスなどをテーマとした曲も作るようになった。彼らはこの変化を、コソボ紛争前後でコソボの生活が大きく変わった有り様を表現する手段としている。

- 2003年、アルバム『Etno Engjujt』を発売。
  - 収録曲の「United States of Albania」は、周辺諸国に広がるアルバニア人地域の統一を目指す大アルバニア主義のスローガン「United States of Albania」を強く叫び、アルバニア人としての民族的誇りを表現した攻撃的な楽曲である。

- 2005年、アルバム『Vitamin E』が発売され、20曲が収録された。それぞれの曲で多様なテーマを取り上げている。
  - 収録曲「Albanian」はアルバニア語圏全域で大ヒットとなり、この年のコソボで最も成功した楽曲となった。この曲はアルバニア人としての愛国心を強く打ち出したもので、若いヒップホップ・ファンのみではなく、ヒップホップ・ファンではない、より年齢の高い層にも支持された。
    - プロモーション・ビデオでは、マザー・テレサ、スカンデルベグ、イライザ・ドゥシュク、アデリーナ・イスマイリ、イスマイル・カダレ、アデム・ヤシャリ（英語版）、アレクサンデル・プロスィ（英語版）、クレシュニク・チャト（英語版）、ナイム・フラシャリ、イサ・ボレティニ（英語版）、ハサン・プリシュティナ（英語版）、ジェルジ・フィシュタ（英語版）など多くのアルバニア系著名人の姿を映したり、コソボ解放軍の映像や大アルバニアの図も使用された[1]。

## 人物
- アルバニア、コソボをはじめとするアルバニア語圏では高い人気を誇り、アデリーナ・イスマイリ、ゲンタ・イスマイリなど多くのアルバニア人と共演もしている。
- 2人のメンバーは共に、彼ら自身の所有するレーベル PRC Records に所属している。PRCとは「Prishtina City」を意味する。

## ディスコグラフィー

### アルバム
- Dua Të Jetoj Më Mirë（1999年）
- The Dynasty （2002年）
- Etno Engjujt （2003年）
- Vitamin E （2005年）
- 10tshe （2007年）
- Ethnomenon（2009年）
- 7th Chapter（2012年）

### デジタル・ベスト・アルバム
- Best Of（2014年）
- Best Of, Pt.2（2014年）
- Best Of, Pt.3（2014年）

※Etnon、Etno Engjuit の両名義を併記

### デジタル・シングル （Etnon 名義）
- Shqip Dance（2014年）※リュリカル・サン（英語版）をフィーチャリング
- Pikë Në Jetë（2015年）※カルトリナ・セリミ（アルバニア語版）をフィーチャリング
- Pa Ndjenja（2015年）※テウタ・セリミ（アルバニア語版）をフィーチャリング
- Falma Një Jetë（2015年）※シナン・ヴラサリウ（アルバニア語版）、Astrit Stafa をフィーチャリング
- Million（2015年）
- Shake It（2017年）※ゲンタ・イスマイリをフィーチャリング